# اچ‌ام‌ان‌زداس اندور (۱۹۴۴)
اچ‌ام‌ان‌زداس اندور (۱۹۴۴) (به انگلیسی: HMNZS Endeavour (1944)) یک کشتی بود که طول آن ۱۹۴ فوت ۶ اینچ (۵۹٫۲۸ متر) بود. این کشتی در سال ۱۹۴۴ ساخته شد.